# Jean Perzel
Jean Perzel,  d'origine autrichienne ou bavaroise, selon les sources divergentes à cet égard, né le 2 mai 1892 et mort le 26 octobre 1986, est un maître verrier, pionnier du luminaire et de l'éclairage en France dès les années 1920.
Il travaille avec des architectes et décorateurs de l'Art déco et de l'architecture moderniste sur des monuments comme le Palais de la Société des Nations à Genève, la Cathédrale Notre-Dame de Luxembourg ou encore le Paquebot Normandie.

## Biographie

### Enfance
Joseph Perzl dit Jean Perzel est né le 2 mai 1892 à Bruck aujourdhui Fürstenfeldbruck, une commune de Bavière, selon quelques sources, ou Most pri Bratislave, (alors Bruck, en Tchéquie, territoire autrichien) selon d'autres.
Fils et petit-fils de verrier, Jean Perzel suit l’apprentissage traditionnel de Maître verrier à Munich et sort, à 16 ans, major de sa promotion .

### Formation
Il entreprend alors un tour d'Europe à pied. Il arpente l'Autriche, la Bohème, la Suisse, l'Italie du Nord, puis la France, se faisant embaucher dans des ateliers et se familiarisant avec les différentes techniques séculaires des maîtres verriers.
En 1910, à l'âge de 18 ans, il arrive à Paris et travaille chez un maître verrier où il perfectionne son art. Une année plus tard, en 1911, il part pour Alger où la gestion d’une commande lui a été confiée.  À son retour en 1914, la guerre éclate,  il s’engage alors dans la légion étrangère où il sera caporal.
Cinq ans plus tard, en 1919, il est démobilisé et obtiendra sa naturalisation française (officialisée le 7 avril 1925). Il reprend  son activité de verrier d'art et intègre de 1919 à 1922, l’atelier parisien de Jacques Grüber.
À cette époque, l'électricité commence à entrer dans la vie quotidienne, Jean Perzel adapte à la lumière électrique les techniques utilisées dans la création de vitraux. Il réalise ainsi ses premières lampes en traitant l'électricité comme les verriers d’autrefois traitaient le soleil, en masquant la source lumineuse tout en utilisant ses rayons.

## L'Atelier Jean Perzel

### Création
Jean Perzel, dans une recherche tant esthétique que technique, fait table rase de tout ce que la bougie, la lampe à huile, à pétrole, ou le gaz imposaient encore à l'œil. Il se spécialise dans l’étude de l’éclairage et fonde sa société : L’Atelier Jean Perzel en 1923. 
Sa recherche tend à amplifier l'intensité et la qualité de l'éclairage tout en diffusant la lumière uniformément, sans éblouir. Il s’intéresse à des matériaux permettant un filtrage de la lumière, comme le verre nacré et dépoli. Ses créations allient verre et monture en métal dans un style modernistefait de recherche d’élégance et de pureté des formes.
En 1924, il expose au Salon d'automne où il rencontre ensembliers, architectes, décorateurs et artistes comme Pierre Chareau, Robert Mallet-Stevens, Djo-Bourgeois, René Prou, Jean Dunand... Il expose également dès 1925 au Salon des artistes décorateurs où Robert de Rothschild, collectionneur et mécène acquiert la totalité des luminaires présentés sur son stand.
Ces expositions permettent de révéler au public « son verre diffusant, distribuant une lumière rationnelle, et ses appareils [qui] par leur ingéniosité, leur ligne, [...] la qualité du verre, furent enfin,   remarqués » (G. Derys, Mobilier et décoration, revue française des arts décoratifs appliqués, 1933).

### Reconnaissance
Jean Perzel est le premier à créer des appareils d'éclairage modernes avec une approche méthodique, presque scientifique, de l'éclairage.
Embrassant l'ère Art déco et moderniste, son art suscite commandes publiques et privées. Il travaille avec des décorateurs et architectes comme Jacques-Émile Ruhlmann, Jules Leleu, Robert Mallet-Stevens, Eckart Muthesius ou Michel Roux-Spitz,, lequel est en 1931, chargé de la construction de l'immeuble qui, aujourd’hui encore, abrite les ateliers et le showroom de l'Atelier Jean Perzel, Rue de la Cité-Universitaire à Paris.

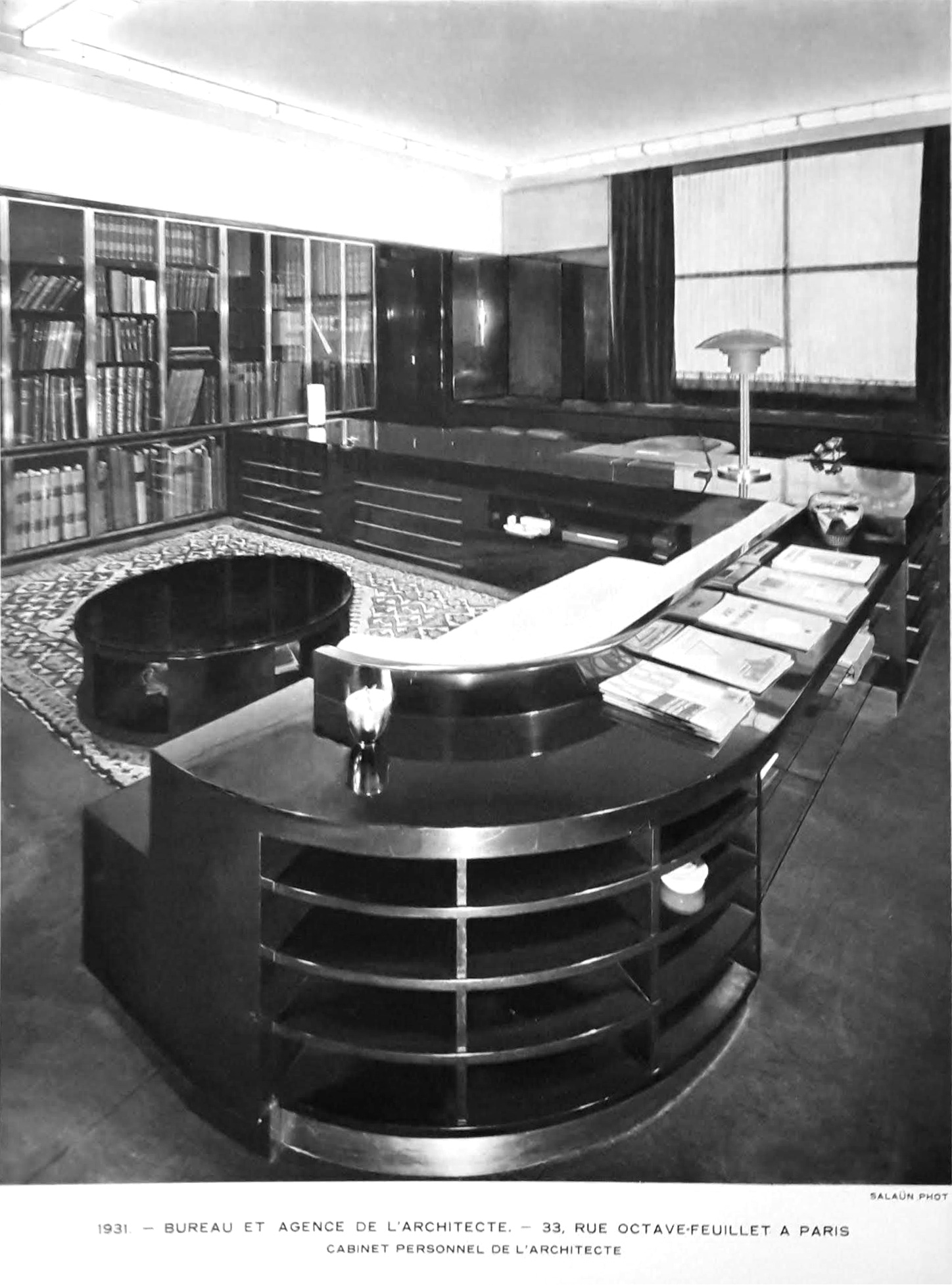
Bureau de Michel Roux-Spitz illuminé par une lampe no 162 de Jean Perzel, 1931. Présenté au Salon des Artistes décorateurs de 1930 et installé ensuite dans l'agence de l'architecte (33, rue Octave-Feuillet à Paris).

Après la publication de  plusieurs articles sur ses innovations ,,  sa réputation se développant, il reçoit plusieurs récompenses et distinctions dans les expositions d'Arts appliqués : médaille d'or à l'Exposition internationale des Arts décoratifs et industriels modernes de Paris en 1925, premier prix au concours d'éclairage organisé au Salon des Décorateurs en 1928, quatre premiers prix au concours des luminaires de 1936, Grand Prix lors de l'Exposition universelle de 1937.

Ernest Tisserand le qualifie de maître de la lumière moderne : 

« Devant Jean Perzel, il me semble que tous les éclairagistes ont fui. Ils étaient autrefois un certain nombre à l'imiter, à le démarquer. Mais le public ne s'y trompe pas et Perzel demeure seul maître de la place. (…) Perzel est vraiment le prince de la lumière moderne. »

— L'Art vivant, revue du 1er janvier 1930, Ernest Tisserand.
.
L'influence de Jean Perzel dans l'art de l'éclairage étant remarquable , il est chargé de réaliser les éclairages de lieux à travers le monde. Lampes, plafonniers et lampadaires illuminent la brasserie La Coupole, un plafond lumineux signé Jean Perzel est installé à La Samaritaine. En 1935, il remporte le concours international et participe à l'aménagement du Palais de la Société des Nations à Genève ; des appliques sont installées dans le Palais des Nations ; il conçoit des lampes en verre et en métal patiné foncé, de petites appliques montées sur des consoles décoratives avec des abat-jour aux formes oscillantes (Galerie des  Commissions), des lampadaires coniques (Galerie des Pas Perdus) et de grands lustres ronds ; en outre, Jean Perzel conçoit des lampes ou des systèmes d'éclairage pour des églises (Cathédrale Notre-Dame de Luxembourg) ou des paquebots, notamment le Normandie et le Queen Mary, pour la Villa Noailles et  l'atelier d'artiste de Tamara de Lempicka, tous deux conçus par Robert Mallet-Stevens. Il crée également une lampe d'étude pour la Cité internationale universitaire de Paris, la lampe no 509 bis dotée d'un cache coulissant qui épouse un abat-jour de verre dépoli, permettant d'orienter la lumière,.

Il travaille également en Europe et en dehors de l'Europe, il a notamment été chargé de l'éclairage du Palais de Manik Bagh pour le maharadjah d'Indore, du Palais Chitralada, résidence du roi de Siam à Bangkok, de l'Ambassade du Canada à La Haye ou encore de l'Institut français de Londres.
Il est nommé chevalier de la Légion d'honneur le 31 octobre 1938.

### Une entreprise familiale
En 1933, Jean Perzel appelle près de lui son neveu qui rejoint l’entreprise.
François Raidt, alors âgé de 14 ans, apprend le métier de verrier d'art et suit en parallèle des cours du soir sur l'architecture. Jean Perzel lui inculque la rigueur de l'ingénierie dans la création de ses luminaires et la simplicité de leurs formes. François Raidt seconde alors Jean Perzel, dessine, peaufine et simplifie techniquement certains assemblages.

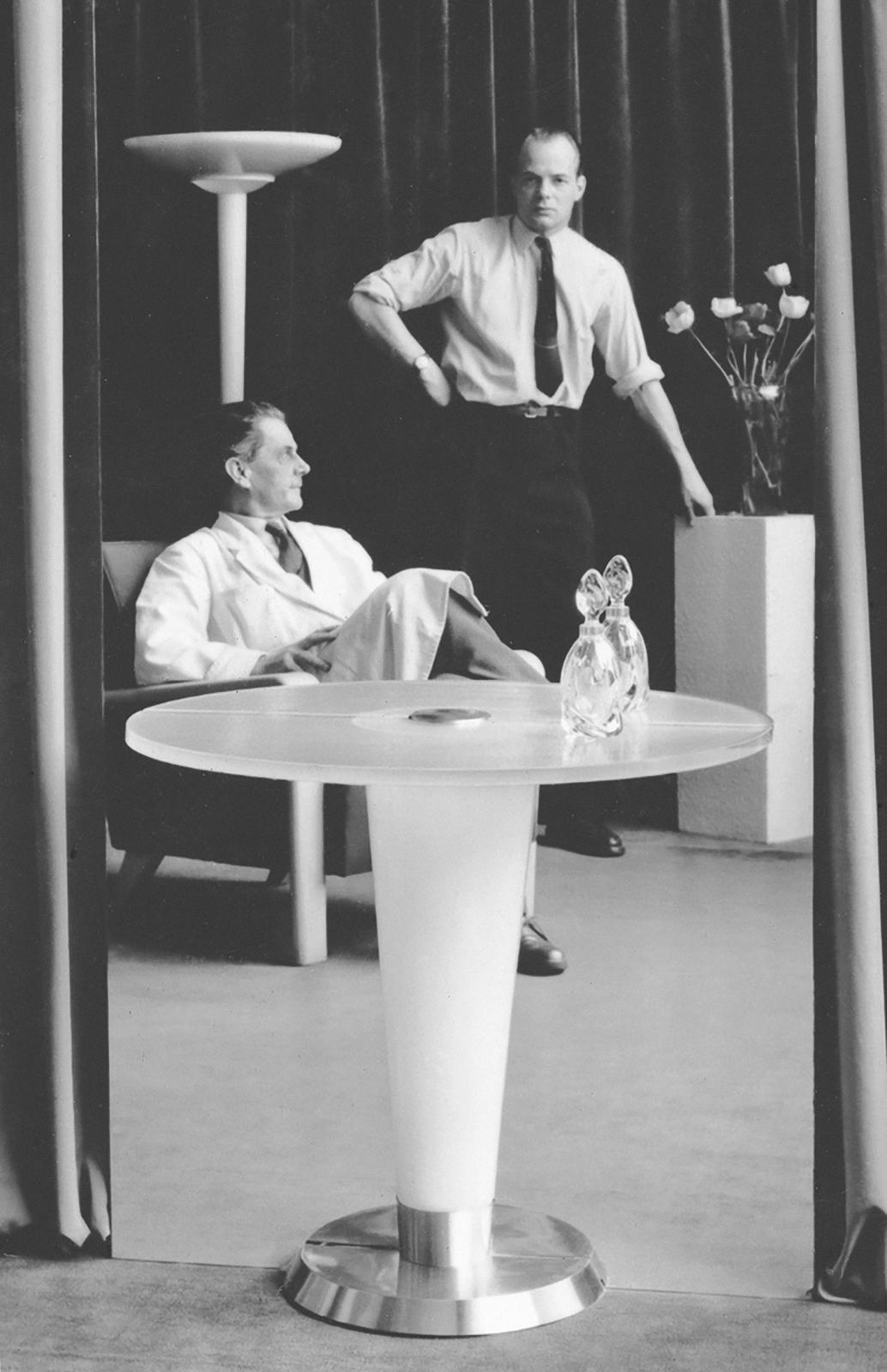
Jean Perzel et son neveu François Raidt, 1954.

À 18 ans, il est à la tête d'une commande passée en 1937 par Henry Ford. Ce dernier, à l'occasion de la sortie de son vingt-cinq millionième véhicule, souhaite sous 36 heures une série d'objets décoratifs réalisés à partir de pièces détachées Ford, qu'il offrirait ensuite à certains membres émérites de son groupe. En l'absence de son oncle, François Raidt lui soumet alors dans les délais impartis une vingtaine de propositions, toutes acceptées par l'industriel.
C'est en 1951 que Jean Perzel confie la direction de l'entreprise à François, qui la transmet lui-même en 1994 à son fils Olivier Raidt, se trouvant encore en 2023 à ce poste.
Après la seconde guerre mondiale, Jean Perzel se focalise sur la création de nouveaux éclairages extérieurs pour les villes devant se reconstruire en période d’après-guerre. Son activité, en baisse pendant la guerre malgré sa présentation à la Foire de Lyon à l'automne 1942, reprend et ses innovations continuent : il est temps de retrouver cette « lumière d'autant plus désirée qu'elle fut plus longtemps absente » pendant la guerre. Il associe notamment la lentille de Fresnel au bronze.
Précurseur dans le domaine de l'éclairage moderne, Jean Perzel marque l'histoire des Arts décoratifs. Certains de ses luminaires sont exposés au Musée d'Art moderne de Paris.
La compagnie d'éclairage de Jean Perzel existe encore en 2023, sous la direction d'Olivier Raidt , petit-neveu du fondateur. Ses luminaires y sont toujours fabriqués artisanalement selon les méthodes d'origine et exposés dans l'immeuble Art Déco de l'entreprise familiale à Paris. En 2008, elle reçoit le Label Entreprise du patrimoine vivant pour son savoir-faire dans le respect de la tradition artisanale, ainsi que pour la transmission de celui-ci.
Jean Perzel meurt le 26 octobre 1986.

## Articles et bibliographie
- Christophe Averty, « Jean Perzel ou l’énergie de l’épure », La Gazette Drouot,‎ 11 octobre 2018 (lire en ligne).
- Anne Bony, Les Années 30 d'Anne Bony, Editions du Regard, 1987 (ISBN 9782903370343).
- Emmanuel Bréon, 1925, Quand l'Art Déco séduit le monde, Cité de l'architecture et du patrimoine (ISBN 9782915542554).
- Yvonne Brunhammer et Suzanne Tise, Les Artistes Décorateurs 1900-1942, Flammarion (ISBN 9782080109194).
- Nathalie Dejardin, « Ateliers Jean Perzel, l'éclairage Haute Couture », Intramuros,‎ 6 novembre 2018, p. 132 (lire en ligne).
- Alastair Duncan, L'Art Déco : encyclopédie des arts décoratifs des années vingt et trente, Citadelles & Mazenod, 2010 (ISBN 9782850883019).
- (en) Alastair Duncan, Art Deco Complete : The Definitive Guide to the Decorative Arts of the 1920s and 1930s, Thames & Hudson (ISBN 9780810980464).
- Charlotte Fiell, 1000 Lights: 1878 to 1959, Taschen (ASIN B008SLM1A0).
- Bruno Foucart, Normandie, L'épopée du Géant des mers, Herscher (ISBN 978-2733500866).
- Guillaume Janneau, Luminaire (3 séries) et le luminaire moderne, C. Moreau (ISBN 9782909458007).
- Pierre Kjellberg, Art Déco : Les maîtres du mobilier, le décor des paquebots, Les Éditions de l'Amateur (ISBN 9782859175122).
- Laurence Mouillefarine, « Les luminaires Perzel continuent d'illuminer », Côté Maison,‎ 17 avril 2017 (lire en ligne).
- Frédéric Ollivier, A bord des Paquebots, 50 ans d'Arts Décoratifs, Norma, 2011 (ISBN 9782915542387).
- (de) Daniela Papenberg, « Perzel, Jean », Allgemeines Künstlerlexikon - Internationale Künstlerdatenbank - Online, edited by Andreas Beyer, Bénédicte Savoy and Wolf Tegethoff, Berlin, New York, K. G. Saur,‎ 2021 (lire en ligne, consulté le 28 juin 2023).
- Rédaction, « Comment Perzel a inventé l'éclairage moderne », Dandy Magazine,‎ 1er février 2014 (lire en ligne).